# Centaß
Centaß war ein deutsches Gewichtsmaß und galt im Großherzogtum Baden. Das Badener Pfund hatte 500 Gramm und gehörte zum Zollgewicht der Mitgliedstaaten. Centaß bedeutet so viel wie Quentchen und das kleinere Maß Dekaß/Decaß war der Pfenning.
- 1 Zentner = 10 Stein = 100 Pfund = 1000 Zehnlinge = 10.000 Centaß = 100.000 Pfennige[2] = 1.000.000 Aß[3]
- 1 Centaß = 10 Dekaß = 100 Aß[4]